# Jornal do Rio
Jornal do Rio é um telejornal local, exibido pela Band Rio, de segunda a sábado às 18:50, atualmente é apresentado por Yasmin Bachour.

## Sinopse
Estreou em 1987. Um pouco tempo depois, em 1993, virou Rede Cidade, voltando ao nome original em 1998. Entre os apresentadores que já estiveram no comando do jornal, passaram Aline Pacheco (hoje na RecordTV Rio), Liane Borges (hoje no SBT), Márcia Pinho, Jaqueline Silva, David Tapajós (com passagem pela Rede Manchete), entre outros.
Em 2005, o jornal deixa o estúdio onde era feito e passa a ser exibido na redação de jornalismo da Band Rio. No ano de 2009, Thaís Dias, que apresentava a programação da BandNews FM Fluminense, assume o noticiário.
Em outubro de 2012, o jornal deixa a redação, de onde era feito e ganha um cenário em chroma-key, inspirado no extinto SP Acontece, além de uma nova vinheta, após 7 anos. No mesmo ano, o telejornal passou a ser transmitido também pela Band Rio Interior dessa forma cobrindo todo o estado.
Em setembro de 2013, o jornalista Guto Abranches, que deixou a Globo News, assume o jornal no lugar de Thaís Dias, que vai para a reportagem da emissora.
No ínicio de fevereiro de 2015, Guto rescinde contrato e deixa a Band. Com isso, quem assume o Jornal do Rio interinamente é a repórter Natashi Franco.
No dia 23 de março de 2015, o Jornal do Rio ganha um novo cenário, mais moderno e passa a ter uma nova apresentadora: Cândida Oliveira. Ela já trabalhou na Band Rio, ancorando o extinto jornal matinal RJ Acontece. Recentemente, apresentava os noticiários do canal BandNews TV, mas agora, volta a capital fluminense. Além disso, o noticiário passa a ter mais participação do público, pacote gráfico semelhante aos noticiários de rede da Band e do canal BandNews TV e mais links ao vivo. Com a extinção do Jogo Aberto Rio, Larissa Erthal passou a analisar o Futebol carioca, dentro do estúdio do extinto programa, mas depois passou para a equipe de SP.
Em abril de 2019, Thaís Dias retornou ao jornal, que ganhou novo cenário. Em setembro, Thais deixou de comandar a atração para assumir a direção de jornalismo da Band Rio, no lugar de Rodolfo Schneider, que foi a direção executiva do jornalismo nacional. Yasmin Bachour assumiu o jornal.
Em 06 de dezembro de 2021, o Jornal do Rio ganha novo pacote gráfico e cenário, agora passando a ser exibido dentro da redação da emissora.

## Curiosidades
- O Jornal do Rio nunca levou o nome de Band Cidade, nome utilizado para alguns telejornais locais exibidos pela Band.
- Quando ganhou o nome definitivo em 1998, o estúdio era uma redação pequena e nos geradores de caracteres, quando apareciam os repórteres, não tinha o local (bairro, cidade) em que eles gravavam as matérias.
- O gerador de caracteres atual é o mesmo utilizado nos telejornais nacionais da Band. Antes, o jornal tinha um GC que era usado desde 2005.

## Histórico de Apresentadores
- David Tapajós (1987-1989)
- Luis Ernesto Lacombe (1989-1990)
- Eliane Teixeira (1989-1991)
- Sidney Rezende (1991-1995)
- Gilse Campos (1992-1995)
- André Giusti (1993-1995)
- Márcia Pinho (1995-1997)
- Fabiana Scaranzi (1995-1996)
- Sérgio Costa (1996-2003)
- Cristiana Gomes (1998-2002)
- Aline Pacheco (2002-2005)
- Jaqueline Silva (2005-2007)
- Rodolfo Schneider (2007-2008)
- Liane Borges (2008-2009)
- Aurora Bello (2008-2009)
- Flávia Travassos (2009)
- Thaís Dias (2009-2013, 2019)
- Guto Abranches (2013-2015)
- Natashi Franco (2015; 2017-2019)
- Cândida Oliveira (2015-2016)
- Joana Calmon (2016-2017)
- Yasmin Bachour (2019-presente)

Eventuais

#### Atuais
- Fernando David
- Laila Hallack
- Mariana Procópio
- Natashi Franco

#### Antigos
- Sérgio Costa
- Fernanda Bak
- Nadja Haddad
- Karina Borges
- Mariana Rozadas
- Camilla Grecco
- Marcelly Setúbal